# Анас Пшихачев
Анас Пшихачев (рос. Анас Мусаевич Пшихачев; 11 жовтня 1967, Нальчик — 15 грудня 2010, Нальчик) — голова Духовного управління мусульман Кабардино-Балкарії (з 22 квітня 2004 по 15 грудня 2010).
Пшихачев був одним із найвпливовіших ісламських релігійних діячів Північного Кавказу. Його двоюрідний брат Шафіг Пшихачев багато років є постійним представником Координаційного центру мусульман Північного Кавказу в Москві і постійно бере участь у роботі Міжрелігійної ради Росії та СНД. Вбивство Пшихачева набуло резонансу в контексті грудневих міжетнічних заворушень в Росії.

## Освіта
Народився в родині робітника. Навчався у середній школі № 17 селища Вольний Аул (з 1975 по 1977 рр.) та середній школі № 11 в Нальчику (з 1977 по 1983 рр.), закінчив 8 класів. Після школи вступив до Нальчинського будівельного технікуму (НБТ). З 1985 по 1987 рр. служив у армії. 1989 року закінчив повний курс НБТ за спеціальністю технік-будівельник.
З 1989 по 1991 року Пшихачев був імамом мусульманської общини села Чорна Річка (Урванський район КБР).
1994 р. закінчив інститут арабської мови та ісламських наук в Дамаску, Сирія (1991—1994). 1998 року закінчив Міжнародний ісламський університет «Заклик до ісламу» у Триполі, Лівія.

## Кар'єра
У вересні 1998 року вступив на роботу до Кабардино-балкарського ісламського інституту (КБІІ) на посаду викладача. 1999 року його призначили на посаду заступника директора з навчально-виховної роботи КБІІ.
З 1 грудня 2000 року Анас Пшихачев став заступником Духовного управління мусульман Кабардино-Балкарії (ДУМ КБР), а з 1 грудня 2002 — в.о. голови ДУМ КБР.
22 квітня 2004 року четвертий З'їзд мусульман Кабардино-Балкарії вибрав його головою ДУМ республіки, муфтієм, а 25 березня 2009 року переобрано на цю посаду вдруге.

## Особисте життя
Був одруженим, мав трьох дітей.

## Смерть
15 грудня 2010 року близько 19:30 за московським часом двоє невідомих викликали Пшихачева з будинку керівника Духовного управління мусульман КБР і застрелили його. Нападники здійснили в муфтія не менше чотирьох пострілів.
Пшихачева поховали 16 грудня 2010 року на мусульманському цвинтарі в Нальчику. На похоронах були присутні зокрема керівник Кабардино-Балкарії Арсен Каноков, керівник Карачаєво-Черкесії Борис Ебзеєв, голова координаційної ради мусульман Північого Кавказу Ісмаїл Бердиєв, заступником якого був Пшихачев.

### Розслідування
16 грудня слідчий комітет при Прокуротарі Росії повідомив, що у вбивстві Пшихачева підозрюють двох мешканців Нальчика — 22-річного Астеміра Мамишева та 20-річного Азпаруха Шамаєва. Серед імовірних причин убивства названо негативне ставлення вбитого до радикальних форм ісламу, про що той заявляв публічно.

## Праці
Пшихачев є автором більш як 50 монографій на богословсько-правові питання, розробив освітню програму для вищих релігійних закладів.